# Heinrich Emmendörfer

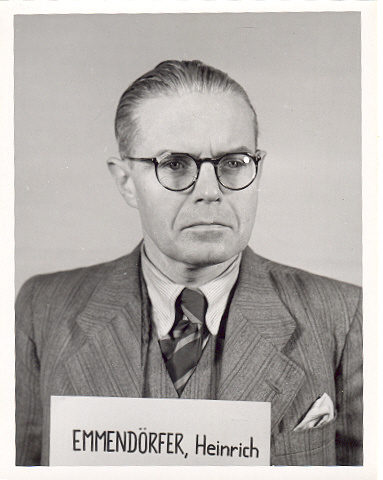
Heinrich Emmendörfer als Zeuge bei den Nürnberger Prozessen.

Heinrich Karl Ferdinand Emmendörfer (* 19. Juli 1896  in Koblenz; † 4. Juli 1986 in Mettmann) war ein deutscher Verbandsfunktionär.

## Leben und Wirken
Emmendörfer war ein Sohn des Kaufmanns Ferdinand Emmendörfer und seiner Gattin Josefe, geborene Küstner. In seiner Jugend besuchte er seit seinem 5. Lebensjahr die Elementarschule und anschließend das Königliche Gymnasium in seiner Heimatstadt Koblenz.
Beim Ausbruch des Ersten Weltkriegs meldete Emmendörfer sich im August 1914 als Kriegsfreiwilliger zum 5. Bayerischen Chevauleger Regiment. Das Abitur bestand er während eines Fronturlaubs aus Russland im Juli 1915. Anschließend kämpfte er bis zum Kriegsende an der West- und Ostfront.
Nach seiner Rückkehr aus dem Krieg studierte Emmendörfer von Dezember 1918 bis Ostern 1920 Theologie und Philosophie in Bonn. Zum Sommersemester 1920 wechselte er nach Würzburg. Die philosophische Doktorprüfung bestand er im Dezember 1920 mit dem Prädikat cum laude. 1921 folgte außerdem die Promotion zum Dr. jur.
Anschließend war Emmendörfer 15 Jahre in der Kohlenwirtschaft und 25 Jahre in Spitzenorganisationen der Eisen- und Stahlindustrie tätig. Emmendörfer, der auch Mitglied der Gesellschaft der Freunde Luxemburgs war, hatte unmittelbaren dienstlichen Kontakt mit Männern der Politik und der Wirtschaft im Nationalsozialismus. Von 1945 bis 1948 war er in Nürnberg in amerikanischer „Zeugenhaft“.
In der Nachkriegszeit war Emmendörfer Leiter der Spendenabwehrstelle, die von der Wirtschaftsvereinigung Eisen und Stahl vor Jahren in Düsseldorf eingerichtet wurde. Er stand außerdem dem „Arbeitskreis Spendenwesen“ der Spitzenverbände der Wirtschaft vor.
1971 wurden seine in der Zeit von 1940 bis 1945 geheim niedergeschriebenen Erinnerungen veröffentlicht.

## Schriften
- Worte und Wesen französischer Soldatensprache im Weltkrieg. 1920 (Philosophische Dissertation)
- Rechtliche Grundlagen religiöser Kindererziehung. 1922 (Rechtswissenschaftliche Dissertation)
- Das Buch Trotzdem. Bilanz aus „1000“ Jahren. 1971